# Sacha Chimkevitch
Sacha Chimkevitch (17 août 1920- 14 avril 2006) est un peintre et lithographe français d'origine polonaise.

## Biographie

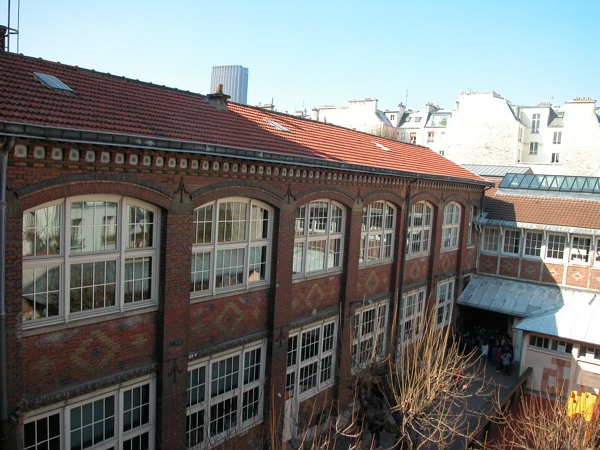
École alsacienne, Paris

Sacha Chimkevitch est né à Paris le 17 août 1920 d'une mère arménienne persane et d'un père polonais. Pendant sa période scolaire, il fréquente l'École Alsacienne. À la crise de l'adolescence, il quittera cette institution pour intégrer, sur les conseils de son père, une école d'architecture. Il est en effet le dernier représentant d'une famille d'architectes et son père espérait le voir un jour reprendre le cabinet familial.
En 1937, il découvre le jazz. Il fréquente le Swing Club de Paris, situé à la piscine de l'Étoile, rue de Tilsit, et il y rencontre quelques-unes des étoiles montantes du jazz français : Alix Combelle, Dany Polo et Stéphane Grappelli. Ses sorties parisiennes de cette époque le conduisent à faire la connaissance d'autres musiciens tels Django et Joseph Reinhardt, les frères Salvador, Aimé Barelli, André Ekyan et bien d'autres. Dans les clubs qu'il fréquentait se produisaient également les musiciens noirs américains de passage à Paris. Les couples pouvaient danser et on y entendait les derniers microsillons réalisés aux États-Unis.

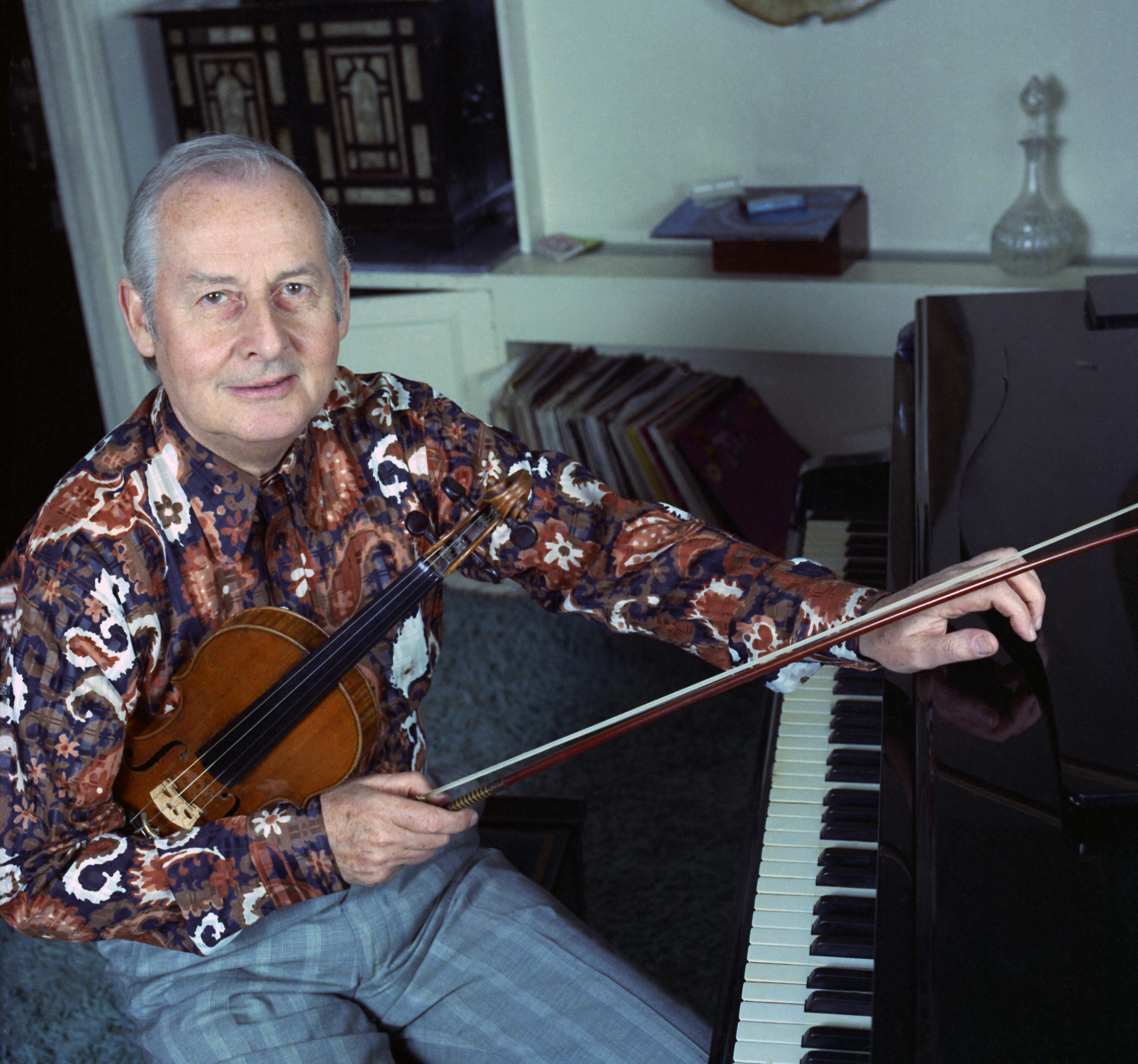
Stéphane Grappelli
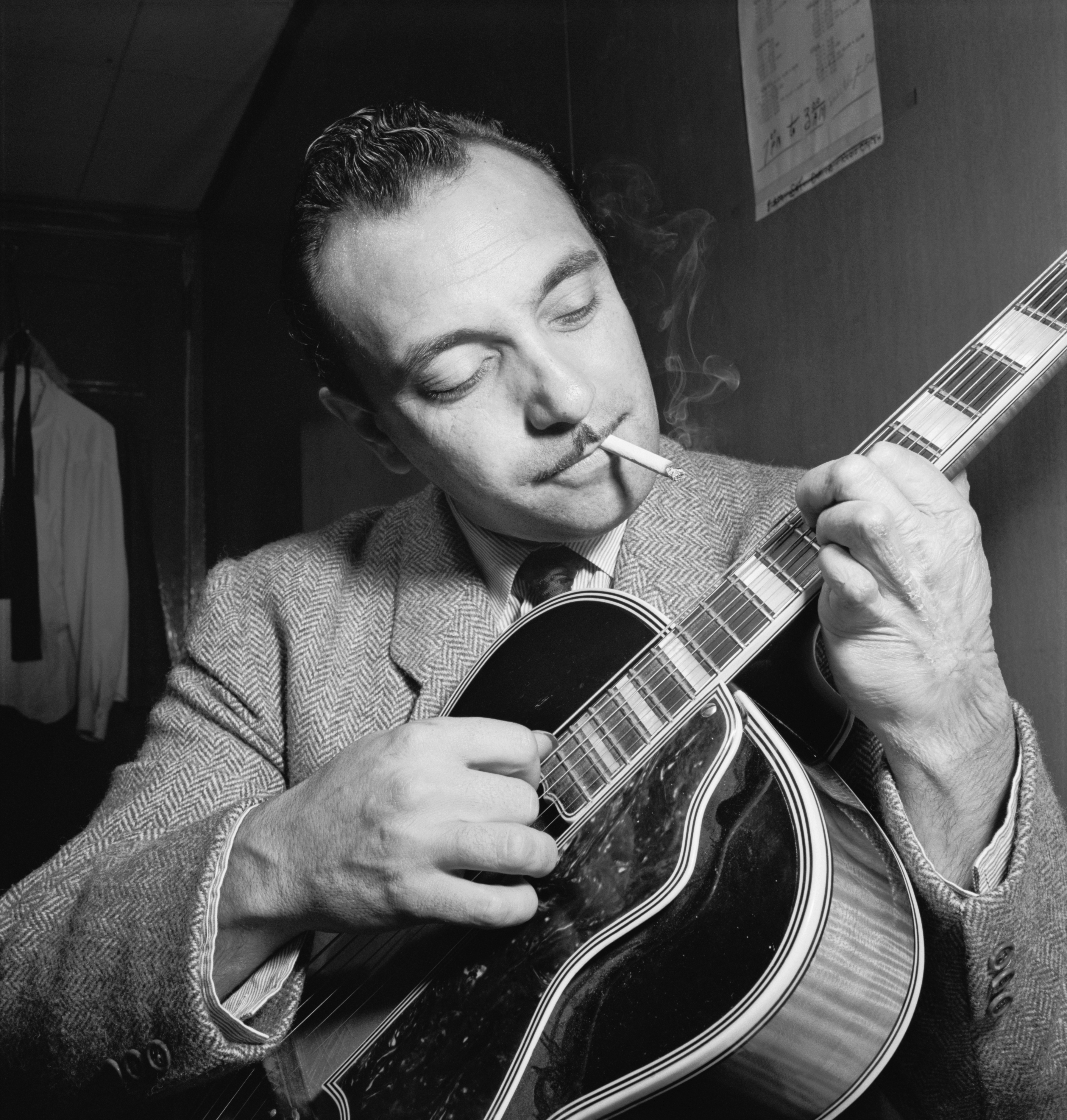
Django Reinhardt

En 1938, Guy Rinaldo lui demande de réaliser une affiche pour le Swing Club de Paris. C'est certainement sa première commande. A la déclaration de guerre, Sacha devance l'appel malgré les réticences parentales. Il est incorporé dans le 5e régiment de Génie de Versailles basé à Satory.
Prisonnier de guerre il est retenu en captivité à Cassel d'où il tentera de s'évader par deux fois, ce qui lui vaut d'effectuer plusieurs séjours en camp disciplinaire. Au cours de sa captivité il réussira à plusieurs reprises à échapper à la surveillance des gardiens pour aller écouter des musiciens hollandais qui, bravant la police allemande, jouent du jazz dans un café du vieux quartier français. Il apprendra à connaître et à écouter les autres, la dérision et les petites joies. De cette période douloureuse il sortira mûri et assagi.

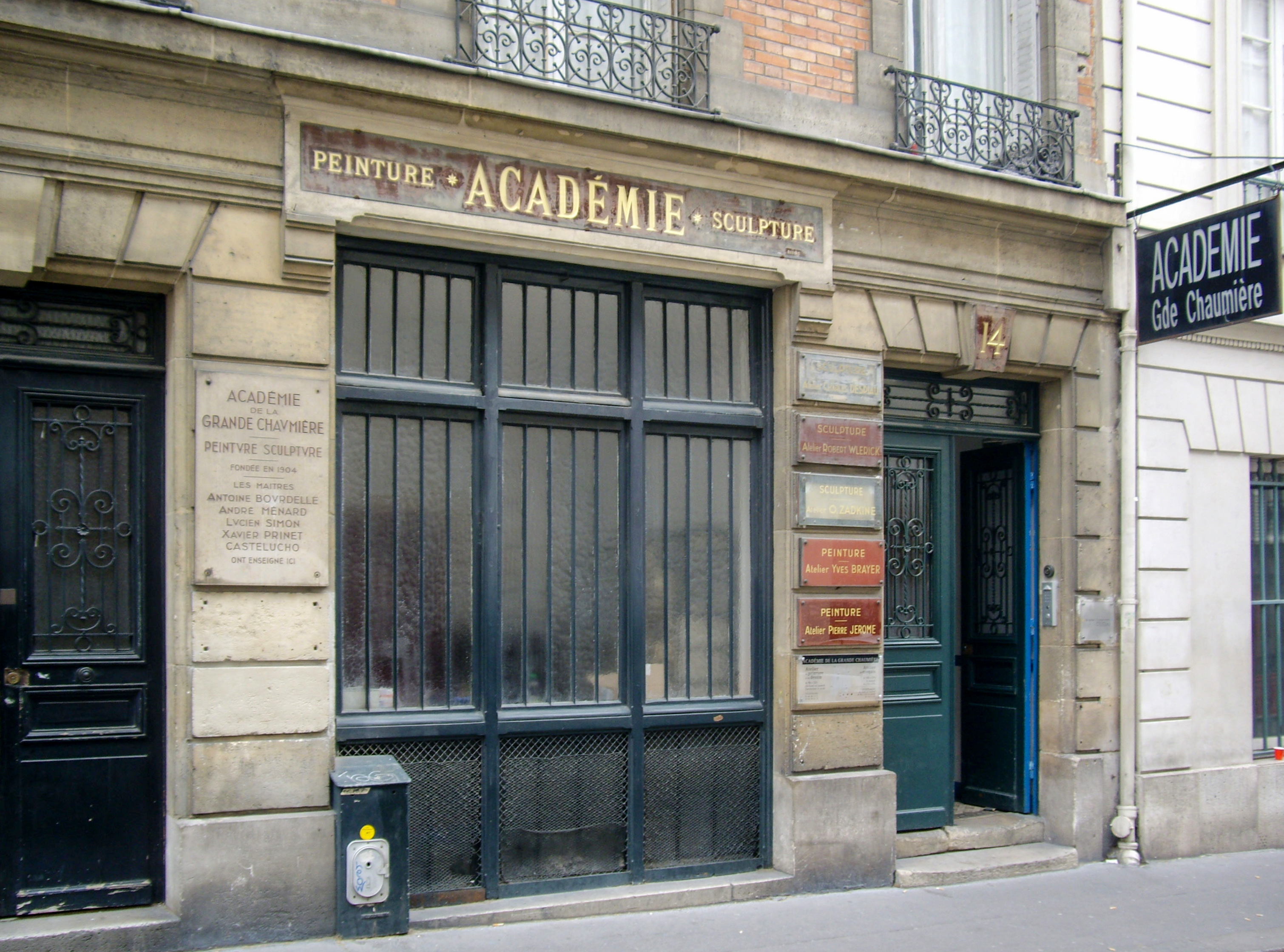
Académie de la Grande Chaumière, Paris

À son retour de captivité, sur les conseils d'un ami, Lucien Fontanarosa, il entre à l'École nationale supérieure des beaux-arts dans l'atelier du graveur Paul Lemagny. Pendant deux années il apprend en copiant les antiques les bases du dessin. Il fréquente également l'Académie de la Grande Chaumière pour se former au dessin du nu. Il s'adonne ensuite entre 1948 et 1951 avec Pierre Merlin à la gravure dans l'atelier de Edouard Goerg.
Sacha Chimkevitch apprend seul la gouache et l'aquarelle. Il n'aborde la peinture à l'huile que très épisodiquement.
Il prend conscience qu'il peut vivre de son art lorsque, en 1948, il vend quelques aquarelles qu'il avait mises en dépôt dans le magasin de disques de Jef Gilson. Cependant, pendant une partie de sa carrière les marchands lui font le reproche de ne pas être assez commercial. Le succès rencontré depuis plusieurs dizaines années par chacune de ses nombreuses expositions constitue une reconnaissance par le public de la valeur de l'art de Sacha Chimkevitch.
Il expose ses œuvres, très régulièrement, à partir de 1951: à Paris dans des lieux publics : Musée d'art moderne de la ville de Paris, Maison de la chimie, Musée Roybet Fould, mais aussi dans diverses galeries et des clubs de jazz. Il expose également à Caen et sa région où il puise son inspiration pour ses paysages de plage, de ports et ses rues animées. Il est demandé également à diverses reprises à l'étranger, notamment aux États-Unis, à Washington (1963), à Baltimore (1975), à La Nouvelle-Orléans (1985), puis à New York (1989), en Écosse à Aberdeen (1971-1972), en Allemagne à Oldenburg (1982) puis à Hanovre (1987)…
Il obtient plusieurs commandes de l'État français pour des aquarelles, des cartes de vœux (notamment pour Georges Pompidou). Il réalise des panneaux décoratifs pour les bureaux de Manille et de Hong Kong de la compagnie Air France. La ville de Paris lui achète des tableaux. Il travaille également à des fins publicitaires, en 1967 pour Sud Aviation et en 1972 pour l'Aérospatiale et la SFENA. Plusieurs de ses lithographies sont éditées aux États-Unis et au Japon. Sur le thème du jazz, il réalise de nombreuses affiches ainsi que des pochettes de C.D. de jazz.
Sacha Chimkevitch travaille rarement d'après nature. Il observe longuement et il restitue, parfois plusieurs semaines plus tard, en solitaire, dans son atelier, ses souvenirs et ses impressions. Il n'utilise que rarement la photographie mais il possède une solide mémoire visuelle pour pouvoir transposer dans ses œuvres des attitudes, des mouvements, une ambiance. Tel un chef d'orchestre il organise ses souvenirs, compose son groupe de musiciens et met en avant ses solistes. L'artiste travaille dans une ambiance musicale grâce à son importante collection de disques de jazz. Cette musique l'influence pour le choix des couleurs, le son de Charlie Parker provoque le bleu ou l'orangé, celui de Jackie McLean un jaune acidulé.
Les préférences musicales dans le domaine du jazz de Sacha Chimkevitch vont aux musiciens bebop. C'est très logiquement qu'E.P.M. l'a chargé de l'illustration des C.D. et du coffret consacrés à ces musiciens. Il a réalisé quelques rares portraits de grandes figures du jazz : Charlie Parker pour Chan, Duke Ellington pour Guiter et ses rééditions et celui d'Erroll Garner, l'un de ses pianistes favoris.
Cet artiste est considéré comme le peintre le plus authentique dans le domaine du jazz. Les musiciens, les organisateurs et les éditeurs du monde entier le sollicitent pour qu'il réalise les pochettes de disques, les affiches et expose ses œuvres. Ses amis musiciens lui ont dédié plusieurs de leurs œuvres. Claude Tissendier a composé Chez Sacha et Pierre-Yves Sorin Sacha blues.
Ce peintre imaginatif se plaît en terre de jazz. Cependant, il aime aborder d'autres thèmes : la femme et la mer notamment. Très tôt, il fréquente les artistes normands et participe à de nombreuses expositions. Il séjourne régulièrement dans son atelier de Franceville.

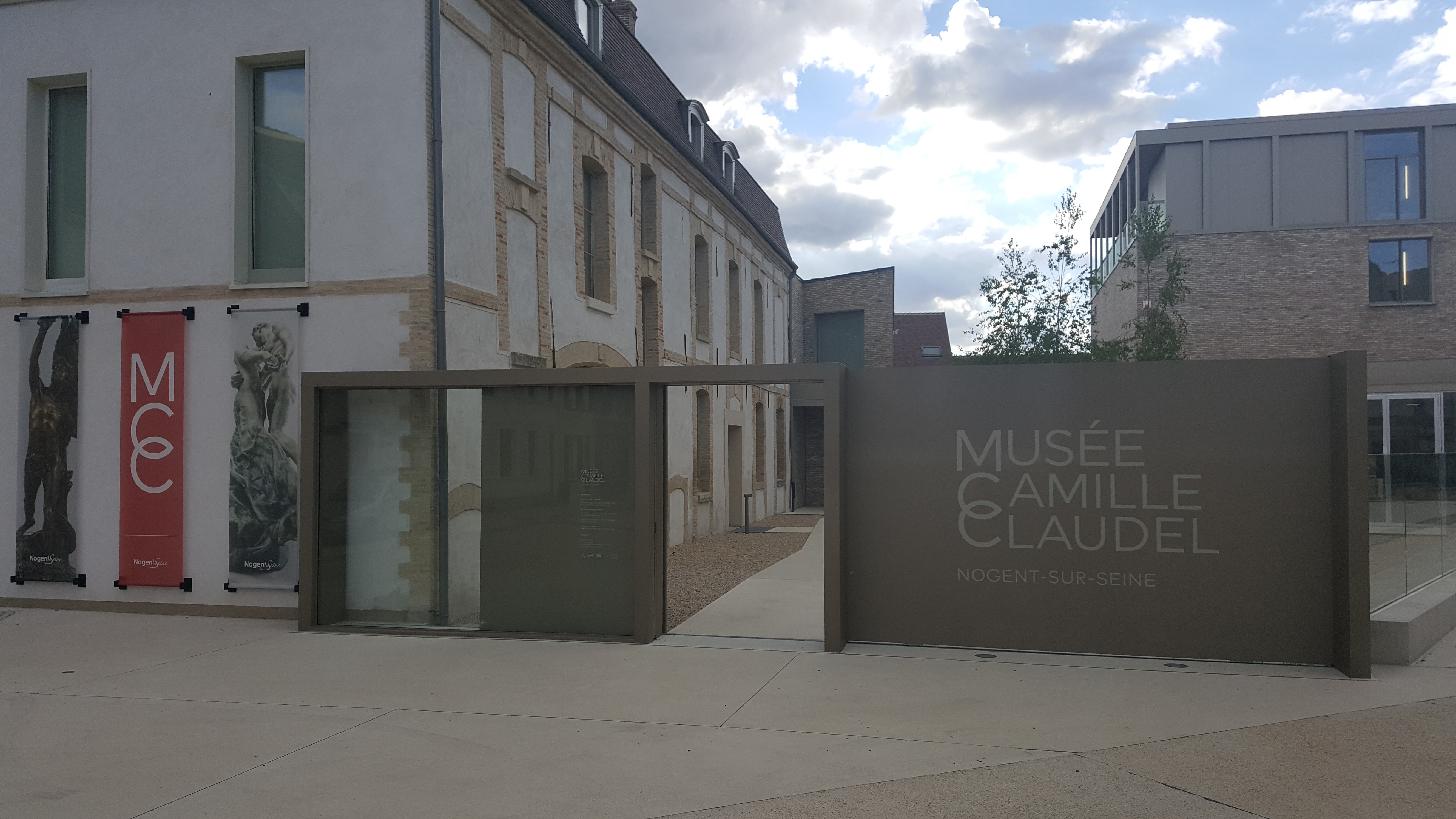
Musée Camille-Claudel, Nogent-sur-Seine

Tout est slave chez lui. Il vit sans se soucier du lendemain. Il accueille dans son atelier (situé au 113, rue de Vaugirard dans le 15e arrondissement de Paris), chaque semaine, ses amis jazzmen. Il répond toujours favorablement aux différentes sollicitations, s'engageant ainsi, à plus de 80 ans, dans de multiples projets.
En 1999, il fait don de son fonds d’atelier, des œuvres offertes par ses amis et de sa très importante collection de disques de jazz au musée Paul Dubois-Alfred Boucher (devenu musée Camille-Claudel) de Nogent-sur-Seine, qui présente une sélection de ces œuvres dans ses salles. Ce musée lui a consacré une exposition rétrospective en 2001 et dans le cadre des journées du patrimoine en 2006.

## Contributions bibliophiliques
- Guillaume Apollinaire, Œuvres poétiques, 2 volumes, illustrations hors texte de Sacha Chimkevitch, 2.016 exemplaires numérotés, Nouvelle Librairie de France, Paris, 1978.
- Charles Baudelaire, Les Fleurs du mal, 8 lithographies originales de Sacha Chimkevitch et Jean-Pierre Scholl, 330 exemplaires numérotés, éditions Famot, Genève, 1979.

## Expositions

### Expositions personnelles
- Galerie Rousso, Paris, 1962.
- Obelisk Gallery, Washington, 1963.
- L'association Jazz Action présente trente tableaux de Serge Chimkevitch (récital au vernissage du trio Sébastien Souchon au saxophone, Nicolas Noël au clavier et Lionel Guillemin à la contrebasse), espace d'art contemporain, Rouen, mai 1993[5].
- Sacha Chimkevitch - Itinéraire du peintre de jazz, musée Paul-Dubois - Alfred Boucher, Nogent-sur-Seine, 2001.
- Hommage à Sacha Chimkevitch, musée-hôtel de Valville, Nogent-sur-Seine, septembre 2006[4].
- Galerie La Prévôté, Saint-Aignan (Loir-et-Cher), juillet 2006.

### Expositions collectives
- De Bonnard à Baselitz - Dix ans d'enrichissements du cabinet des estampes, 1978-1988, Bibliothèque nationale de France, Paris, 1992[3].
- Les peintres et la musique - Sacha Chimkevitch, Nissan Engel, Terre des Arts, Paris, juin 2010[6].
- Sacha Chimkevitch (peintures), Marie-Jo Bourron (sculptures), espace Saint-Laurent, Saint-Marcellin, décembre 2019[7].
- La collection d'art contemporain de la ville de Nogent-sur-Seine, pavillon Henri-IV, Nogent-sur-Seine, été 2023[8].
- Artothèque : la collection, espace Jacques-Prévert, Mers-les-Bains, janvier-février 2025.

## Réception critique
- « Son œuvre est une chronique du jazz, on y rencontre tous les musiciens, de Duke Ellington à Charlie Mingus, et beaucoup furent ses amis. Les musiciens de jazz disent qu'il est comme eux, qu'il sait les comprendre et qu'il a "le feeling" dans ses œuvres. » - Claude Combaz[9]
- « La peinture de Chimkevitch tend à rendre visibles les sons du jazz par une technique tendant à la géométrisation et au pointillisme et qui associe les couleurs à des ambiances musicales un peu à la manière d'un éclairagiste : les rouges et les jaunes dominent pour représenter un ensemble de cuivres, des bleus pour un pianiste solo, etc… » - Dictionnaire Bénézit[10]

## Collections publiques
- Artothèque de Melun[11] :
  - Musiciens de jazz, aquarelle.
  - Musiciens de jazz, lithographie.
- Artothèque de l'espace Jacques-Prévert, Mers-les-Bains, Sans titre, lithographie 50x65cm.
- Musée Camille-Claudel, Nogent-sur-Seine.
- Département des estampes et de la photographie de la Bibliothèque nationale de France, Paris, Marée basse, lithographie, 1978[3].
- Musée du Domaine départemental de Sceaux, Étang de Sarraville, dessin à la plume, 1950[12].

### Source
- Jacques Piette, Sacha Chimkevitch, itinéraire du peintre du jazz, catalogue d'exposition, musée Dubois-Boucher, Nogent-sur-Seine, 2001

### Filmographie
- Patrice Velut, Sacha Chimkevitch, le peintre du jazz (visionner en ligne (source : YouTube ; durée : 2'24").